# Дзета¹ Насоса
Дзета¹ Насоса (ζ¹ Ant / ζ¹ Antliae) — обозначение Байера двойной звезды в южном созвездии Насос. Система состоит из двух бело-жёлтых звёзд спектрального класса A, находится на расстоянии примерно 410 световых лет от Земли. Общая видимая звездная величина ζ¹ Ant составляет 5,76m, расстояние между компонентами для наблюдателя с Земли составляет 8,042".